# Szymon Kulka
Szymon Kulka (ur. 22 czerwca 1993) – polski lekkoatleta, długodystansowiec.
Jest żołnierzem Wojska Polskiego.

## Osiągnięcia
| Rok  | Impreza                                   | Miejsce      | Konkurencja                   | Pozycja     | Wynik    |
| ---- | ----------------------------------------- | ------------ | ----------------------------- | ----------- | -------- |
| 2011 | Mistrzostwa świata w biegach przełajowych | Punta Umbría | bieg na 8 km (juniorzy)       | 58. miejsce | 25:17    |
| 2011 | Mistrzostwa Europy juniorów               | Tallinn      | bieg na 10 000 m              | 3. miejsce  | 31:50,13 |
| 2012 | Mistrzostwa Świata juniorów               | Barcelona    | bieg na 3000 m z przeszkodami | DNS         | –        |
| 2012 | Mistrzostwa Europy w biegach przełajowych | Budapeszt    | bieg juniorów                 | 1. miejsce  | 18:43    |
| 2013 | Młodzieżowe mistrzostwa Europy            | Tampere      | bieg na 5000 m                | 7. miejsce  | 14:27,64 |
| 2015 | Mistrzostwa Europy w biegach przełajowych | Hyères       | bieg młodzieżowców            | 12. miejsce | 23:53    |
| 2016 | Mistrzostwa Europy                        | Amsterdam    | półmaraton                    | 16. miejsce | 1:04:47  |
| 2017 | Superliga drużynowych mistrzostw Europy   | Lille        | bieg na 5000 m                | 5. miejsce  | 14:04,59 |

Złoty medalista mistrzostw Polski w kategoriach kadetów, juniorów oraz młodzieżowców. Dwukrotny mistrz Polski w biegu na 10 km (2016, 2021) oraz brązowy medalista (2017).

## Rekordy życiowe
- Bieg na 2000 metrów (hala) – 5:13,80 (2014)
- Bieg na 2000 metrów z przeszkodami – 5:51,98 (2012)
- Bieg na 3000 metrów (hala) – 7:59,76 (2014)
- Bieg na 3000 metrów z przeszkodami – 8:49,46 (2012)
- Bieg na 5000 metrów – 13:58,88 (2017)
- Bieg na 10 000 metrów – 29:06,28 (2017)
- Bieg na 10 kilometrów – 28:36 (2016)
- Półmaraton – 1:03:03 (2016)